# Didymes
Cet article possède des paronymes, voir Didym et Didyme.
Didymes est une cité antique d'Asie Mineure, renommée pour son sanctuaire oraculaire d'Apollon Philésios, actuelle Didim (en Anatolie, Turquie).
Le temple hellénistique d'Apollon est de dimensions telles (118 m × 60 m) qu'il ne peut être comparé, en Ionie, qu'à l'Héraion de Samos et l'Artémision d'Éphèse. Il compte parmi les grands bâtiments de l'Antiquité les mieux conservés de nos jours. Le site de Didymes est indissolublement lié à celui de Milet, situé 17 km plus au nord. L'accès ordinaire était la voie maritime ; depuis le VIe siècle av. J.-C., une voie sacrée longue de six kilomètres, empruntée par les pèlerins et les processions, reliait le sanctuaire à son port antique de Panormos.

## Origine et signification du nom de Didymes
L'origine du nom est controversée, malgré son apparente clarté : les Grecs ne pouvaient que l'associer au signe des Gémeaux et aussi aux jumeaux (en grec ancien : Δίδυμοι, Didymoi) Apollon et Artémis : c'était déjà l'opinion de Lucien de Samosate selon qui « l'oracle d'Apollon, établi à Didyme, n'est ainsi nommé que par allusion aux Gémeaux du ciel » ; mais il n'est pas impossible que ce nom remonte, sous une forme plus ou moins approchante, à la période carienne antérieure.

## Histoire

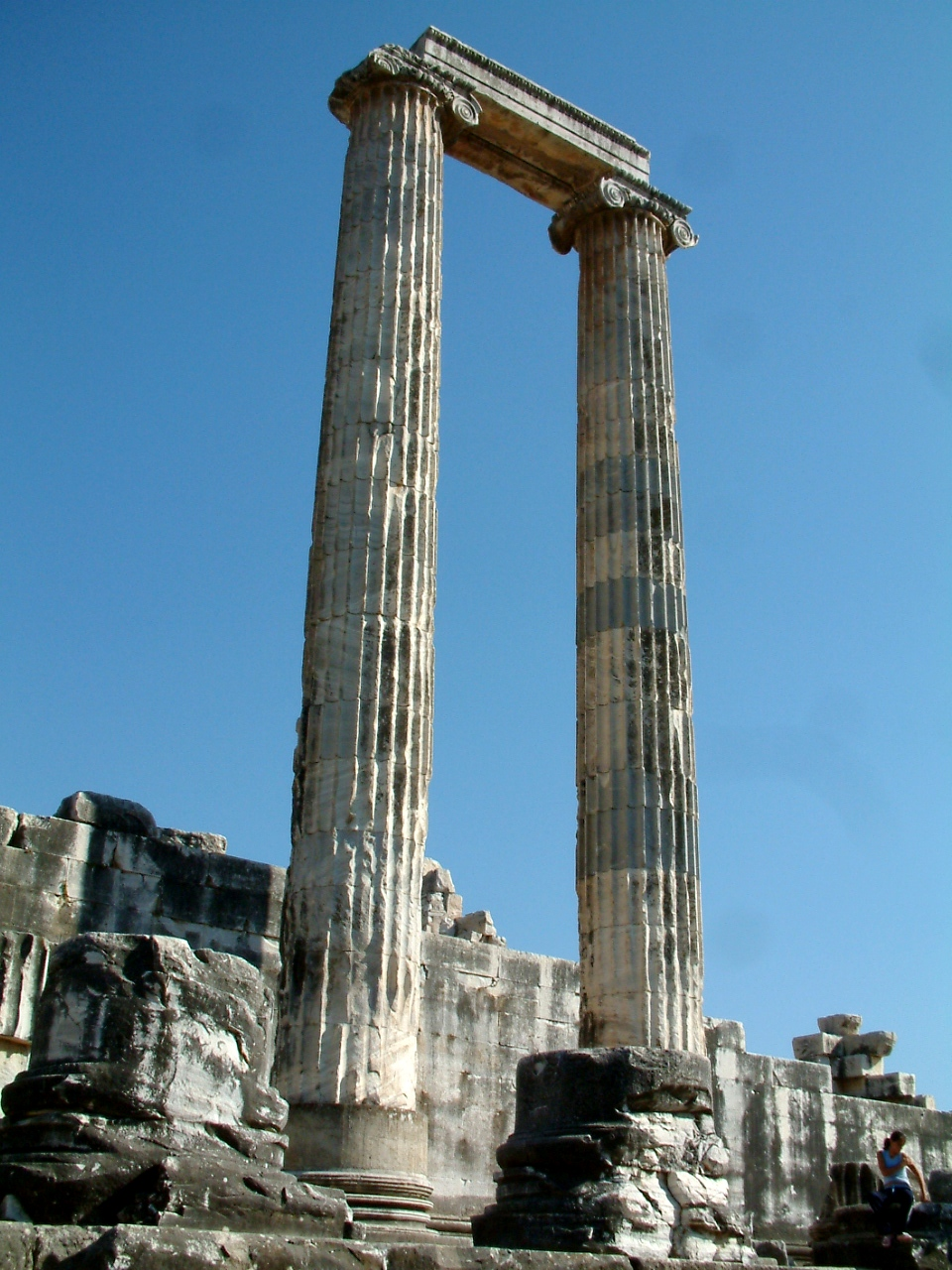
Colonnes ioniques reliées par une section d'architrave.

Hérodote et Pausanias  indiquent que les Ioniens arrivèrent au cours du Ier millénaire av. J.-C., et assimilèrent un culte et un sanctuaire déjà existants, où l'on vénérait la déesse Nature, ce que l'archéologie n'a pu confirmer. La légende rapporte que c'est en ce lieu de l'oracle que Léto aurait conçu de Zeus son fils Apollon. Plus tard, Apollon serait apparu à un berger local nommé Branchos, et lui aurait conféré le don de voyance. C'est de cet ancêtre berger que se réclamaient les Branchides, clan de prêtres et de donateurs qui exercèrent leur autorité sur le sanctuaire depuis le VIIe siècle av. J.-C. jusqu'aux guerres médiques. Par la suite, les prêtres furent choisis parmi les familles les plus élevées de Milet.
L'oracle fut célèbre dès le VIIe siècle av. J.-C. dans tout le monde grec et au-delà ; il était dirigé par le prophète, magistrat le plus élevé de l'État milésien, qui résidait à Didymes, tandis qu'une prophétesse allait chercher l'inspiration auprès de la source de l'adyton ; un membre du clergé, peut-être l’hypochrestes, était chargé de rédiger la réponse d'Apollon en vers hexamètres ; cet oracle, réputé dans le monde antique à l'égal de Delphes, fut consulté par le roi de Perse et Hérodote rapporte que des offrandes vinrent du pharaon Néchao II et de Crésus, roi de Lydie. Hérodote dit aussi qu'après l'effondrement du soulèvement des Ioniens et la chute de Milet en 494 av. J.-C., le roi perse Darius Ier livra au pillage et aux flammes le temple et l'oracle de Didymes. Strabon et Pausanias rapportent que Xerxès Ier détruisit le sanctuaire de Didymes après sa défaite à Platées, en 479 av. J.-C. Les Branchides auraient alors transmis au roi perse le trésor du temple et se seraient enfuis avec lui. Les fouilles archéologiques n'ont permis de retrouver aucune trace d'incendies correspondant à ces deux dates. 
Au cours du dernier tiers du IVe siècle av. J.-C., le sanctuaire passa sous la dépendance directe de la cité de Milet, qui entreprit la reconstruction du temple d'Apollon et manda des fonctionnaires annuels aux fonctions de prêtres et serviteurs de l'oracle.
À l'époque romaine, Trajan fit réparer la voie sacrée et l'aire du sanctuaire en 100-101, tandis qu'Hadrien y fut lui-même oracle. Le culte prit fin au IVe siècle, et Didymes fut érigé en évêché. Le sanctuaire fut endommagé par des séismes aux VIIe et XVe siècles, ce dernier causant l'abandon de la colonie, qui ne se repeupla qu'au cours du XVIIIe siècle. Depuis lors, le sanctuaire devint lieu d'études archéologiques, de la part d'équipes françaises, anglaises, puis allemandes. Diverses pièces du temple se trouvent conservées au musée du Louvre, au British Museum et au Pergamon Museum de Berlin.

## Recherches archéologiques

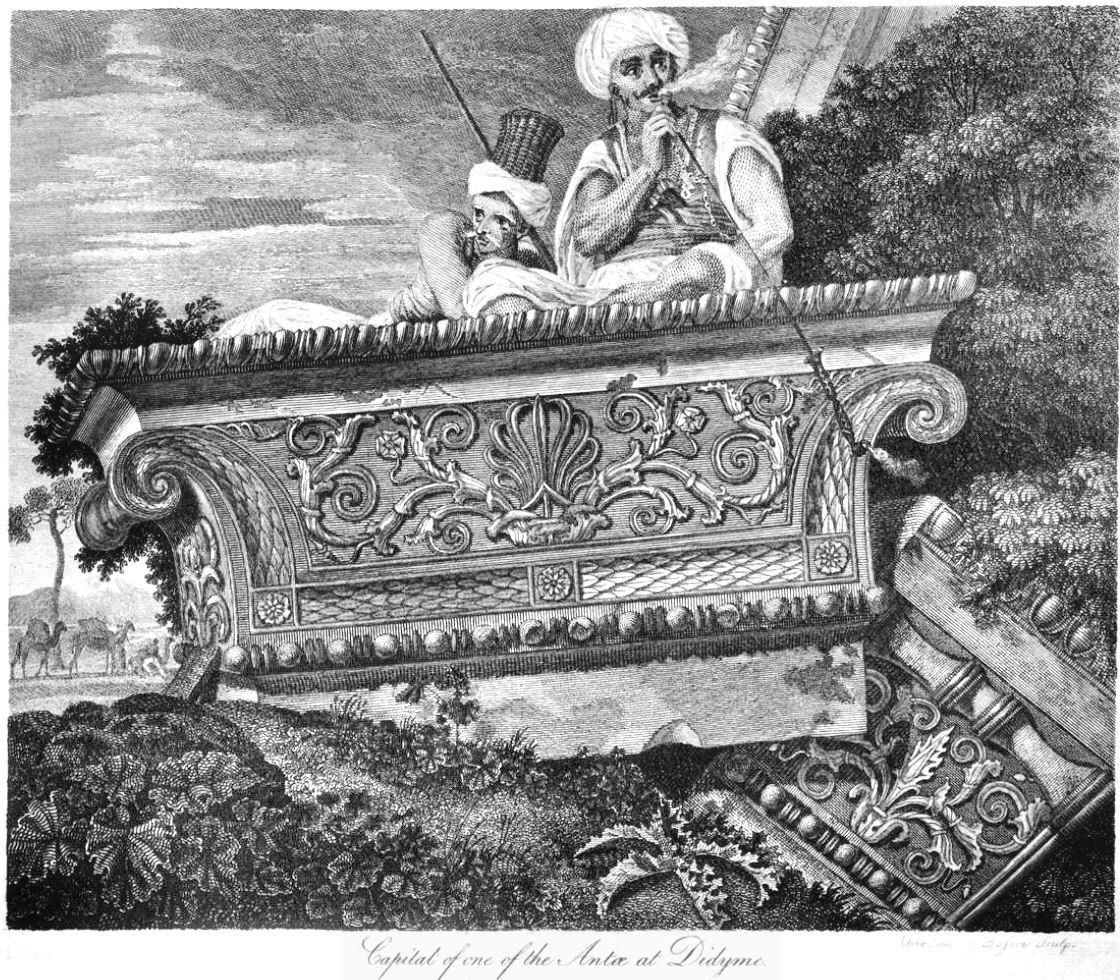
Chapiteau d'un pilier du temple d'Apollon, IIe siècle av. J.-C., sur une gravure anglaise de 1769.

Lorsque Cyriaque d'Ancône visita le site en 1446, il semble que le temple était encore en grande partie debout, bien que la cella ait été transformée en forteresse par les Byzantins ; mais lorsque les visiteurs européens suivants, les Anglais Jeremy Salter et le Dr Pickering, arrivèrent en 1673, il s'était effondré. La Société des Dilettanti envoya deux expéditions pour explorer les ruines, la première en 1764 sous la direction de Richard Chandler, la seconde en 1812 sous la direction de William Gell.
L'« expédition Rothschild » française de 1873 envoya au Louvre un choix de sculptures architecturales, mais aucune fouille ne fut tentée jusqu'à ce qu'Emmanuel Pontremoli et Bernard Haussoullier soient envoyés par les écoles françaises de Rome et d'Athènes en 1895. Ils dégagèrent la façade orientale et une partie du flanc nord du temple et découvrirent des inscriptions donnant des informations sur d'autres parties. Les fouilles allemandes menées entre 1905 et 1913 ont permis de découvrir l'intégralité du temple hellénistique d'Apollon ainsi que quelques fragments sculptés appartenant au temple archaïque antérieur et aux statues associées. 
Après la Seconde Guerre mondiale, l'Institut archéologique allemand a repris les recherches à Didymes en 1962. Désormais, non seulement le temple d'Apollon a été exploré, mais aussi toute la zone environnante. Des bâtiments inconnus ont ainsi été découverts. Le vaste quartier avec la Voie sacrée au nord du temple d'Apollon a été fouillé par Klaus Tuchelt. Il y a trouvé le supposé sanctuaire d'Artémis. En 1979, Lothar Haselberger a découvert des dessins griffonnés sur les murs de la cour du temple d'Apollon. Un examen plus approfondi a remis au premier plan les deux temples d'Apollon et d'Artémis. Sous la direction de Klaus Tuchelt et Peter Schneider, la Voie sacrée de Milet fut étudiée, en particulier la zone située à l'extérieur du sanctuaire d'Apollon. Ils découvrirent quelques-unes des stations de procession de Milet à Didymes.
En 2003, Andreas Furtwängler (en) a pris la direction des fouilles de Didymes. Ses explorations se sont concentrées sur la période archaïque du temple d'Apollon et ses environs proches. Helga Bumke lui a succédé en 2013. Elle a commencé en 2001 l'exploration de la colline dite de Taxiarchis, lieu de stockage des débris du pillage perse de 494 av. J.-C. Par la suite, également sous ses auspices, ont été découverts le théâtre grec en 2010-2011 et en 2013 les fondations du temple d'Artémis et d'un autre édifice hellénistique, situé sous une chapelle byzantine.

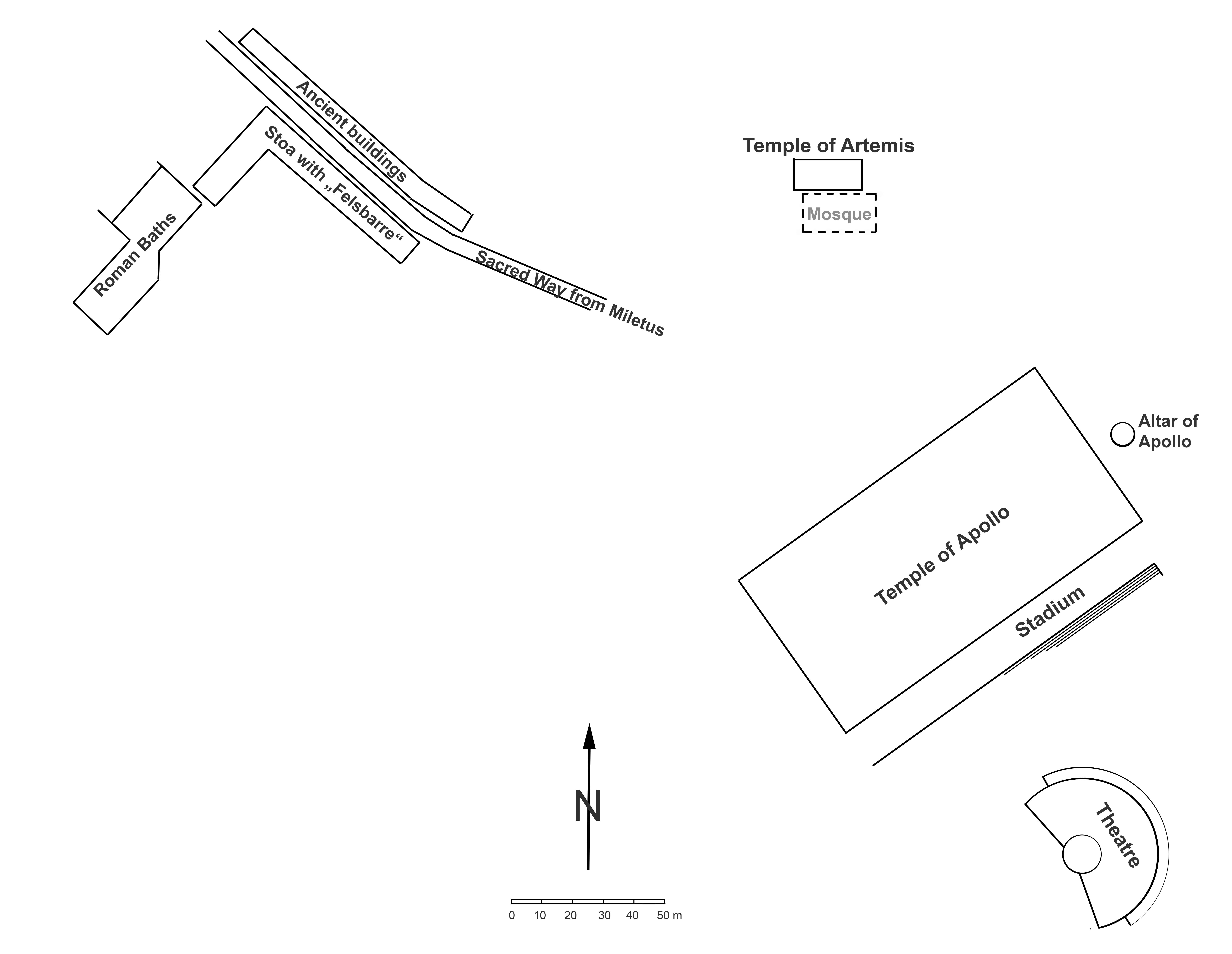
Schéma du site archéologique de Didymes.

## Temple d'Apollon
Le temple hellénistique a eu deux prédécesseurs à l'époque archaïque : l'un construit vers 700 av. J.-C., le second au cours du VIe siècle av. J.-C., déjà bordé de portiques soutenus par des colonnes. Le temple du VIe siècle av. J.-C. possédait une cella d'environ 42 x 20 m précédée d'un pronaos. Le péristyle était fait d'une double rangée de colonnes hautes de 15,45 m avec une architrave ionique sculptée, et les tambours inférieurs en façade portaient des figures de korés faisant office de caryatides. La statue de culte en bronze était l'œuvre de Canachos de Sicyone. Le dernier kilomètre de la voie sacrée était bordé de statues de lions couchés — emblème de Milet — de sphinx, de corés et kouroi assis, de prêtres assis, et se terminait par une vaste esplanade où les pèlerins déposaient leurs offrandes. Ce temple archaïque est assez mal connu, puisqu'il se trouve enfoui sous l'édifice hellénistique. Il en subsiste quelques vestiges, visibles dans la cour intérieure.

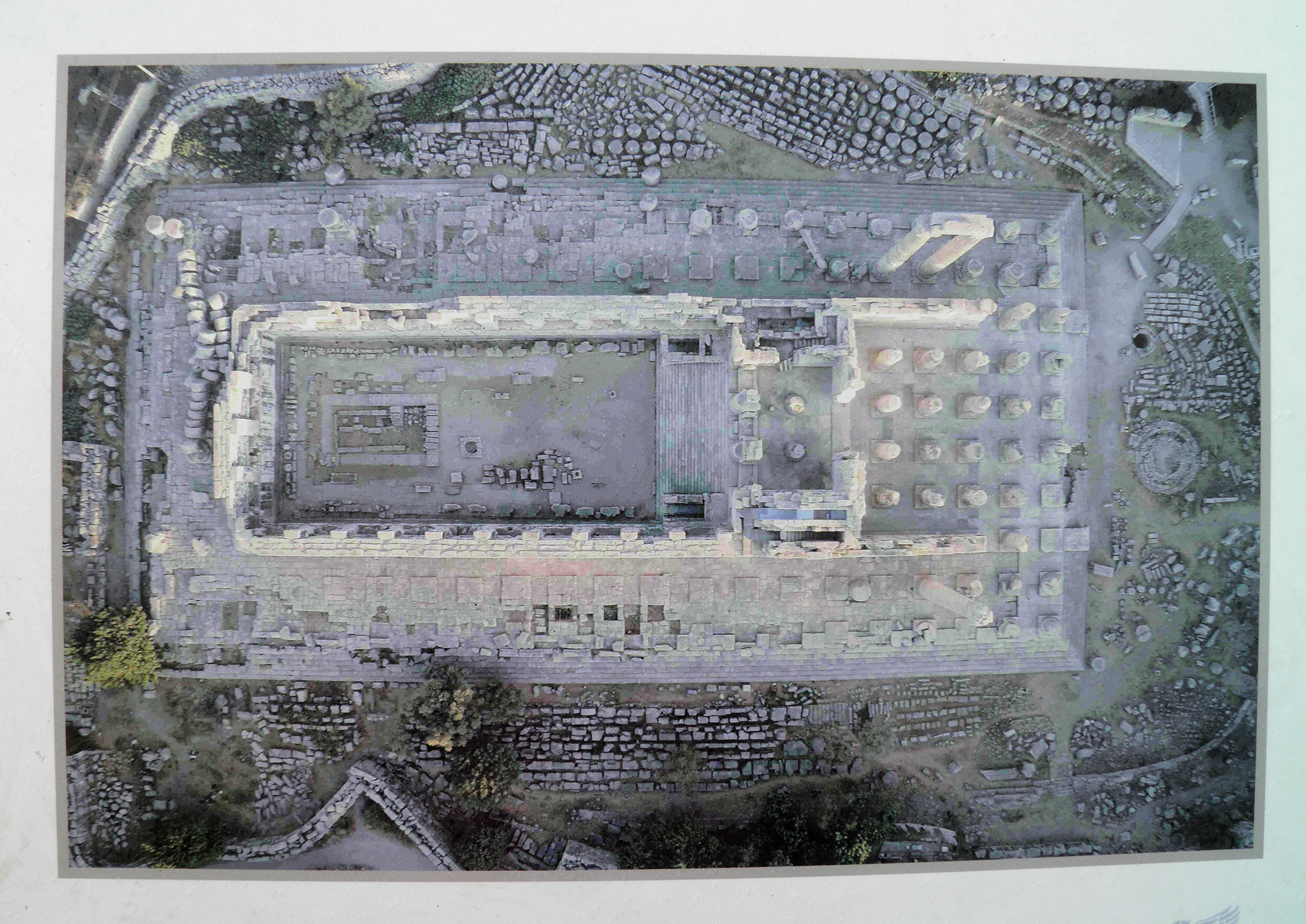
Vue aérienne du temple d'Apollon.

La construction du grand temple hellénistique que l'on peut voir de nos jours a dû commencer vers 330 av. J.-C., après la visite d'Alexandre le Grand en 334 av. J.-C. et le rattachement du sanctuaire à la cité de Milet. Les plans ont été exécutés par le maître architecte Daphnis de Milet et son confrère Paionios d'Éphèse, l'un des plus célèbres architectes de son temps. Le sanctuaire bénéficia ensuite de la générosité et de l'intérêt des premiers souverains séleucides, Séleucos Ier, Antiochos Ier et Apama, vraisemblablement en partie sur la suggestion de leur général Démodamas de Milet. Vers 294, la construction était suffisamment avancée pour que l'on puisse réinstaller la statue de culte. À la fin du IIIe siècle av. J.-C. le chantier est interrompu. La construction s'est poursuivie ensuite de manière irrégulière pendant près de quatre siècles selon W.B. Dinsmoor, ou jusque sous l'empire romain selon d'autres. 

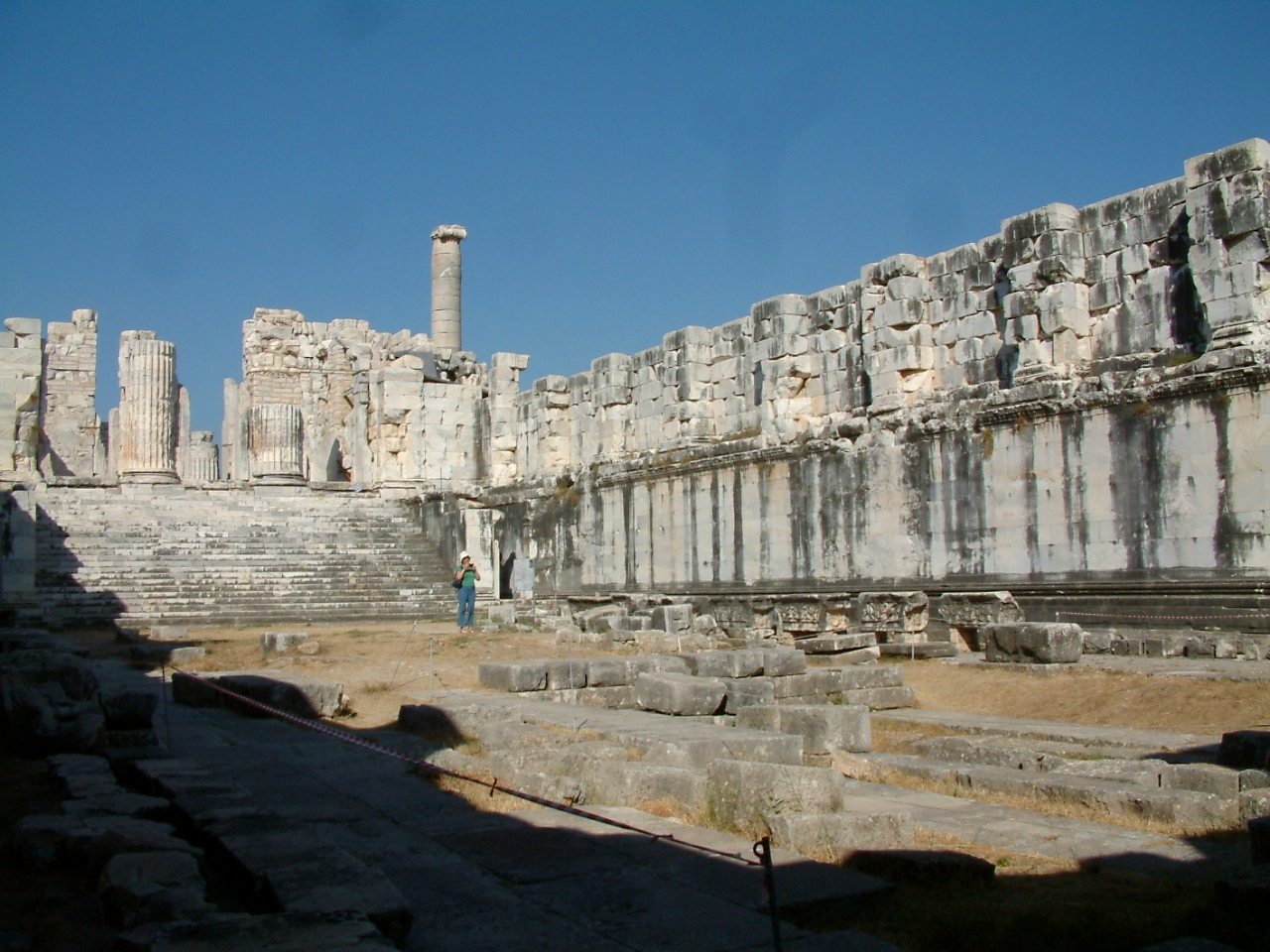
Cour, adyton.
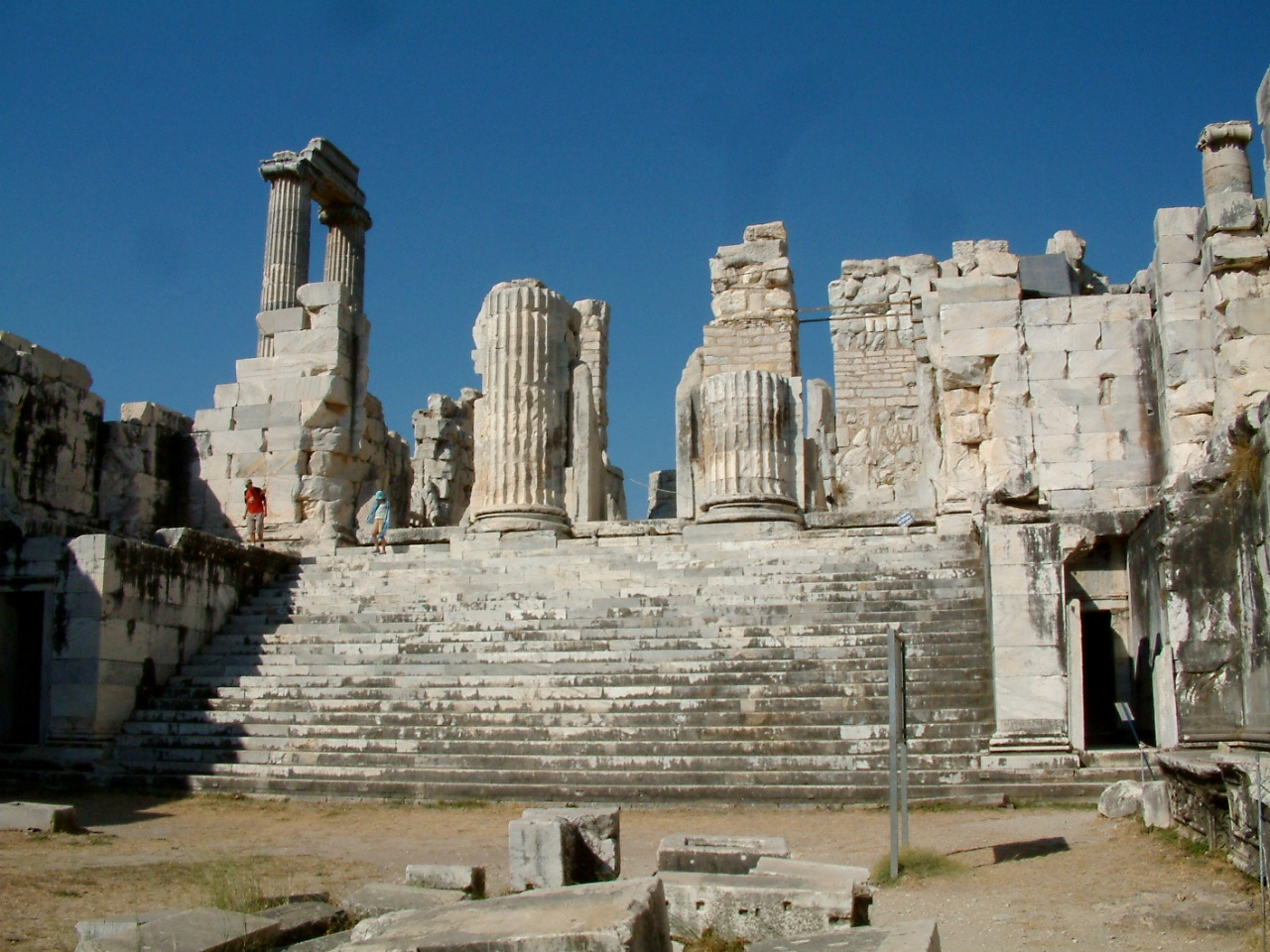
Cour, grand escalier intérieur.
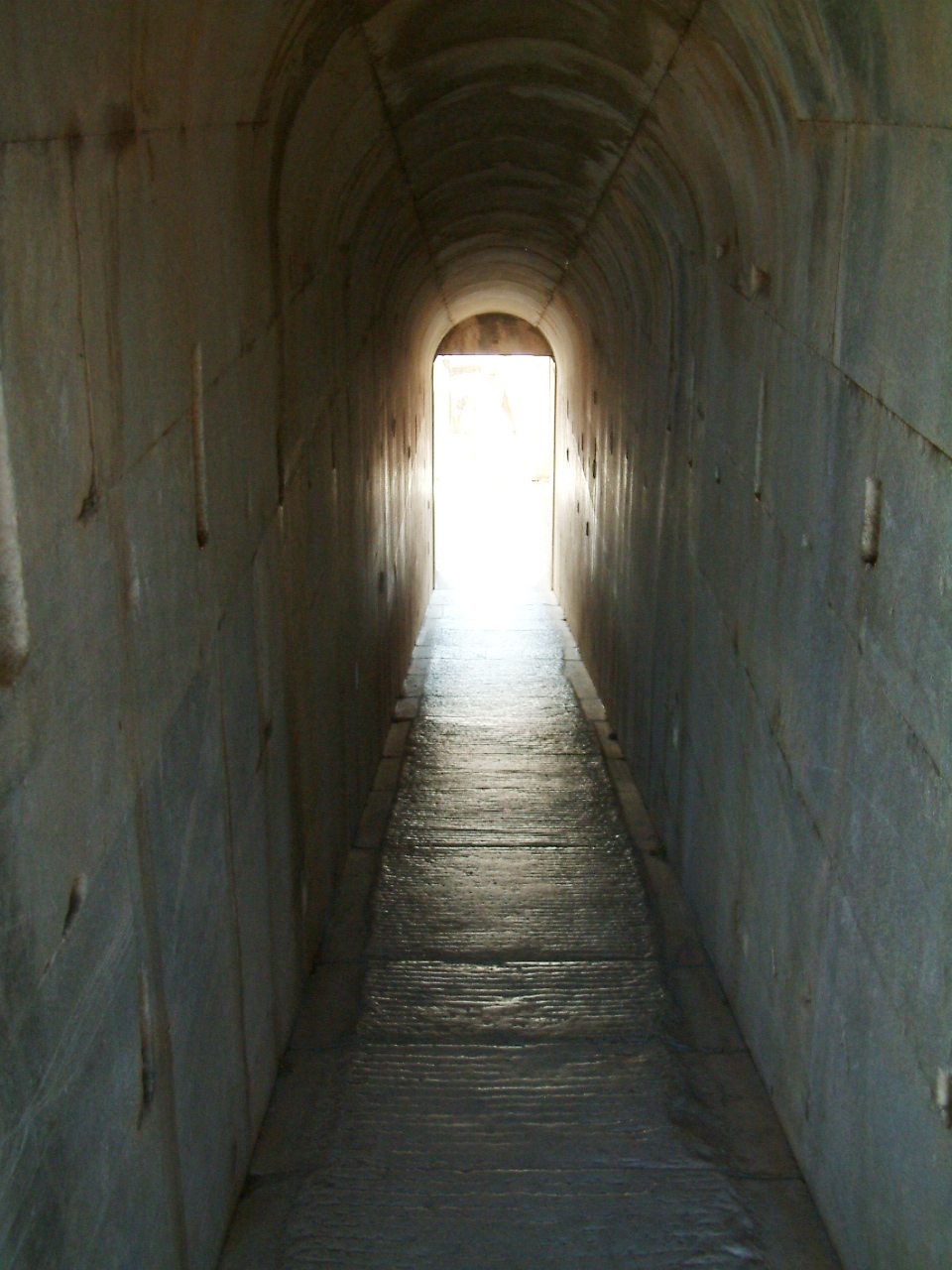
Couloir d'accès à l'adyton.

### Extérieur
Le temple, flanqué de deux portiques hypostyles, présente 10 × 21 colonnes extérieures et 8 × 19 colonnes internes. Le stylobate (soubassement du temple) mesure 51 m × 109 m. On comptait en tout 120 colonnes ioniques, immenses, d'une hauteur de 19,70 m. Au-dessus, l'architrave était entièrement ornée de motifs sculptés de végétaux, lions et têtes de Gorgones, dont l'une se trouve aujourd'hui visible, au sol près de l'entrée. Ce masque de Gorgone, destiné à effrayer les ennemis d'Apollon, est stylisé afin d'être perçu de loin et permettre des jeux d'ombre et de lumière. Ainsi ce masque préfigure un souci d'esthétisme, qui supplantera peu à peu la simple fonction protectrice, et que l'on retrouve dans les mascarons de la renaissance italienne.

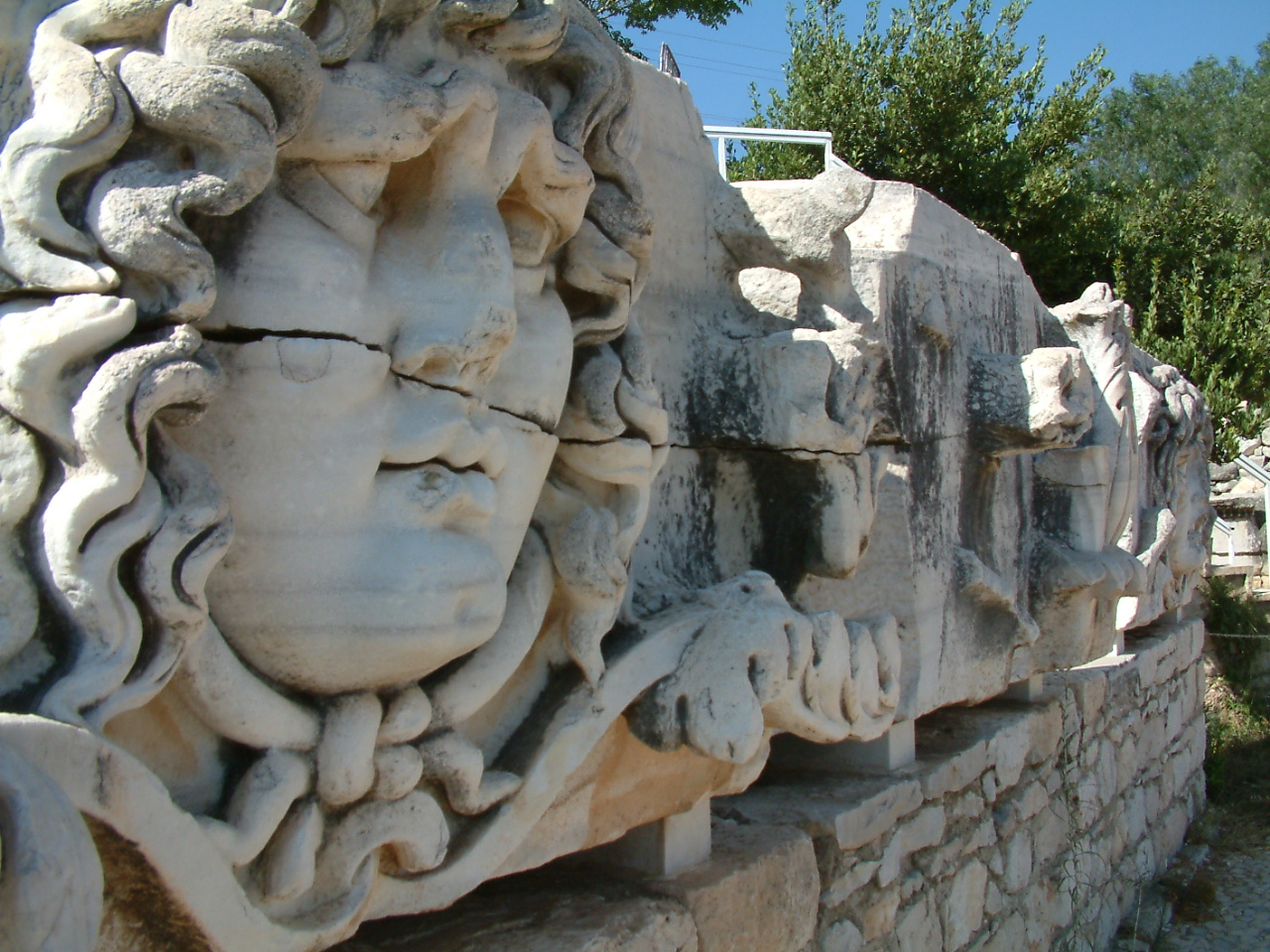
Tête de Méduse ornant le temple d'Apollon.
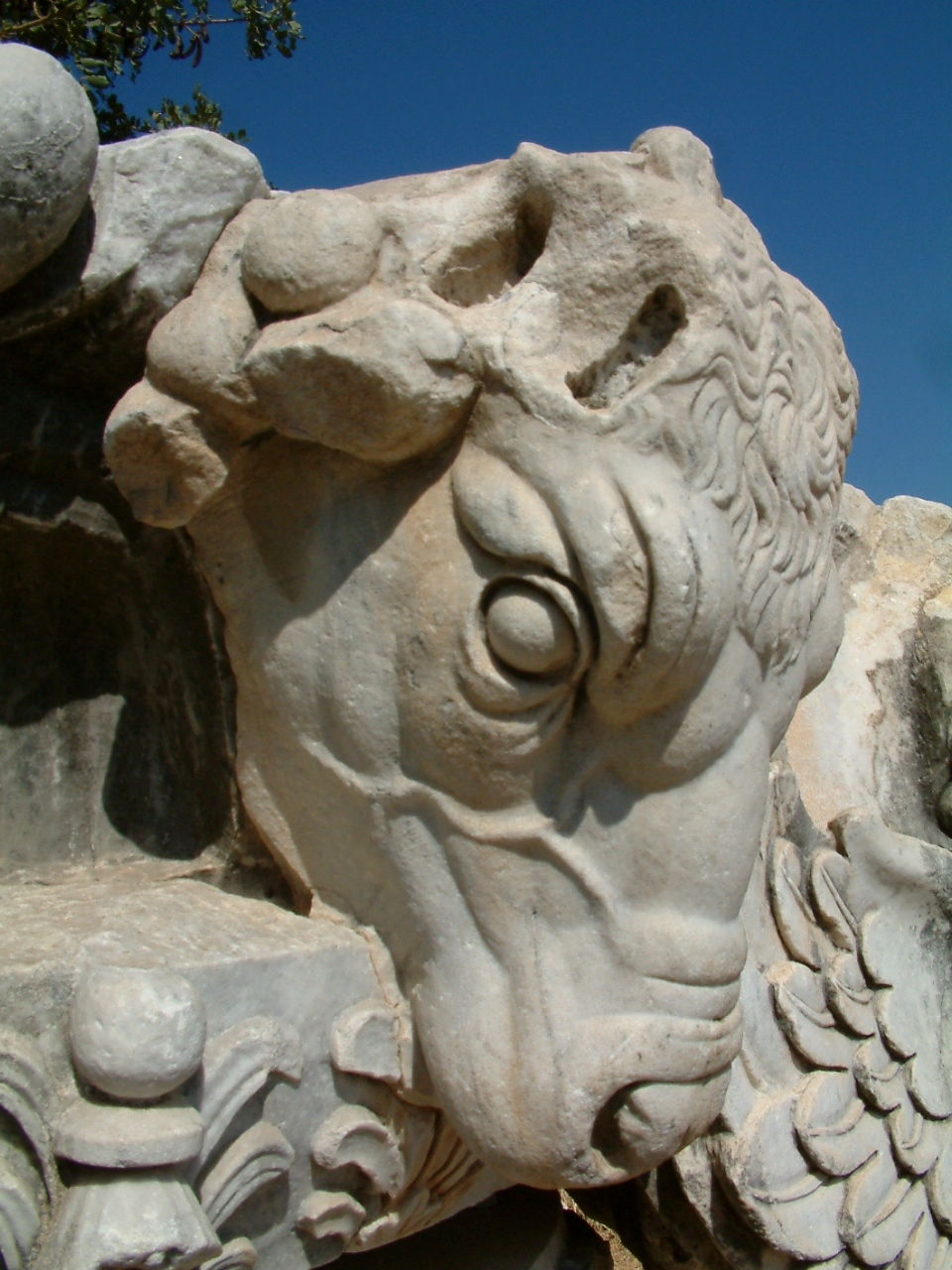
Chapiteau d'angle à tête de taureau.
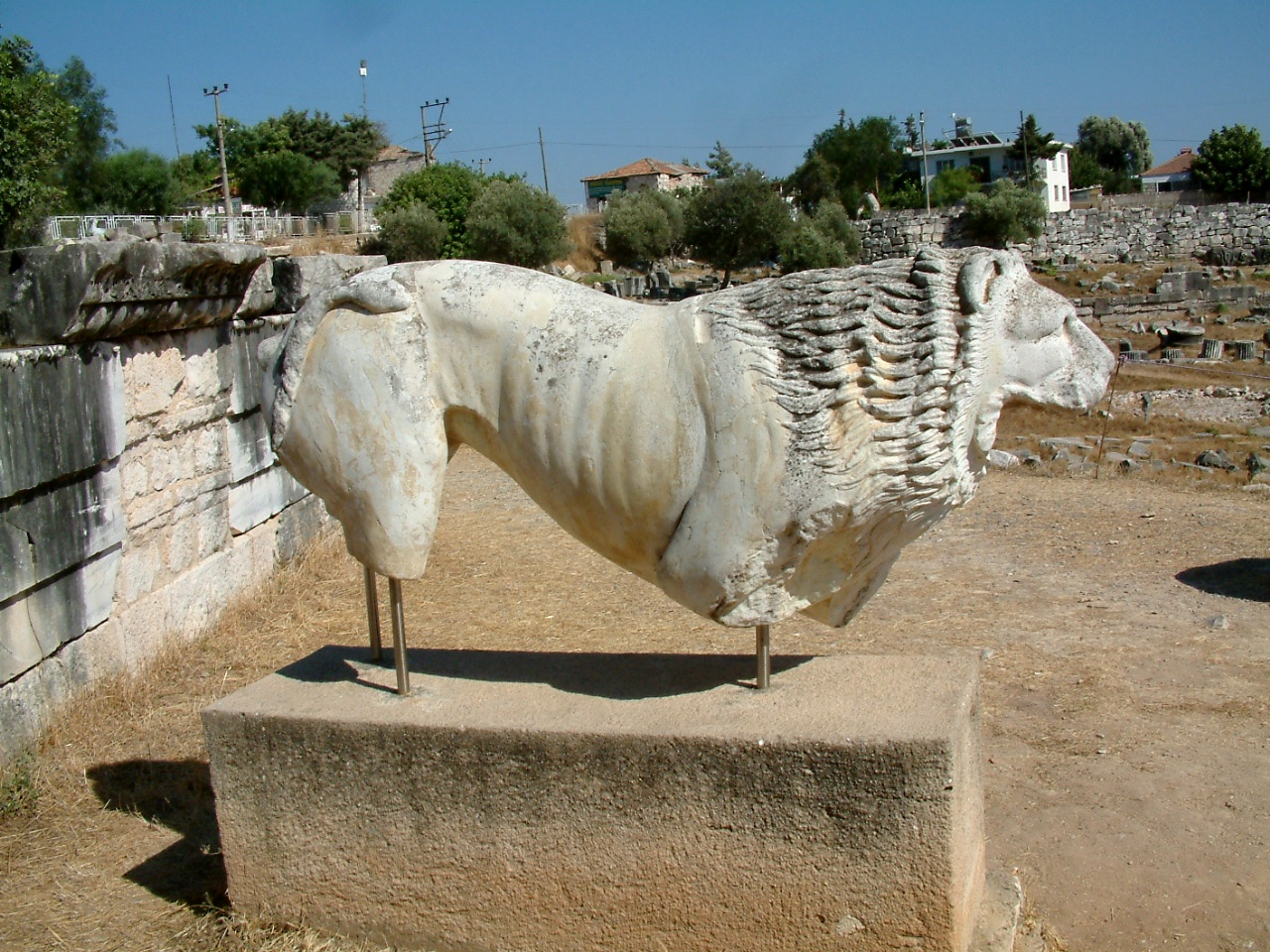
Lion.
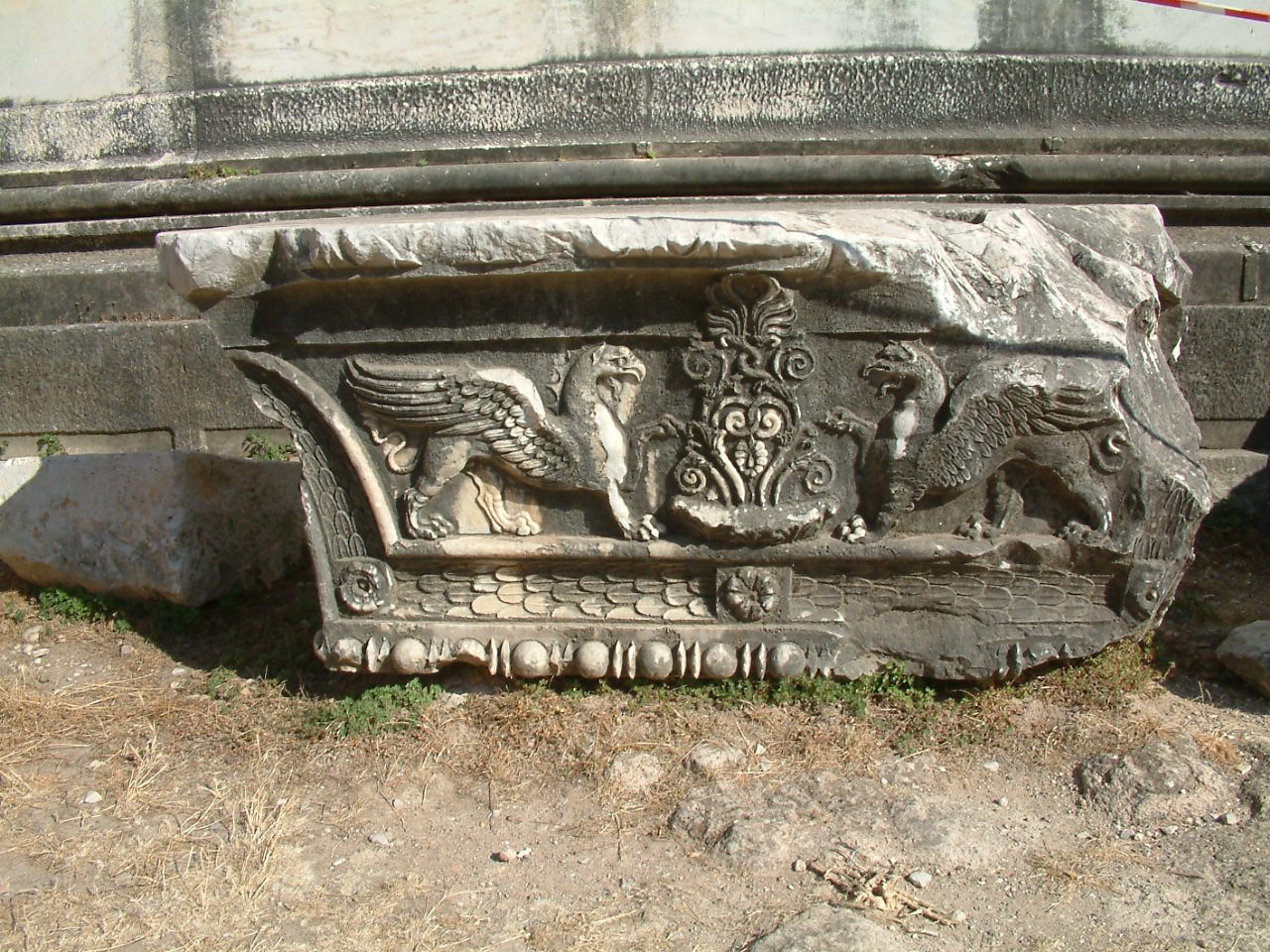
Pilastre décoré de motifs de griffons.

La galerie périphérique se dresse sur un stéréobate (soubassement) à sept degrés. Son entrée est située à l'est et passe par un escalier de 14 marches. De là, on arrive, après avoir traversé la galerie, au prodomos dodécastyle (vestibule à 4 × 3 colonnes). Au lieu d'une porte de cella, on trouve ici un portail de plus de 14 mètres de haut avec un seuil de près de 1,5 mètre de hauteur, qui était donc infranchissable. À l'intérieur du temple, du côté du portail s'ouvrent les deux tunnels voûtés qui constituent les deux seuls accès à la cour intérieure. On voit ainsi que plusieurs caractéristiques de ce temple sont aberrantes par rapport au canon esthétique du temple grec.

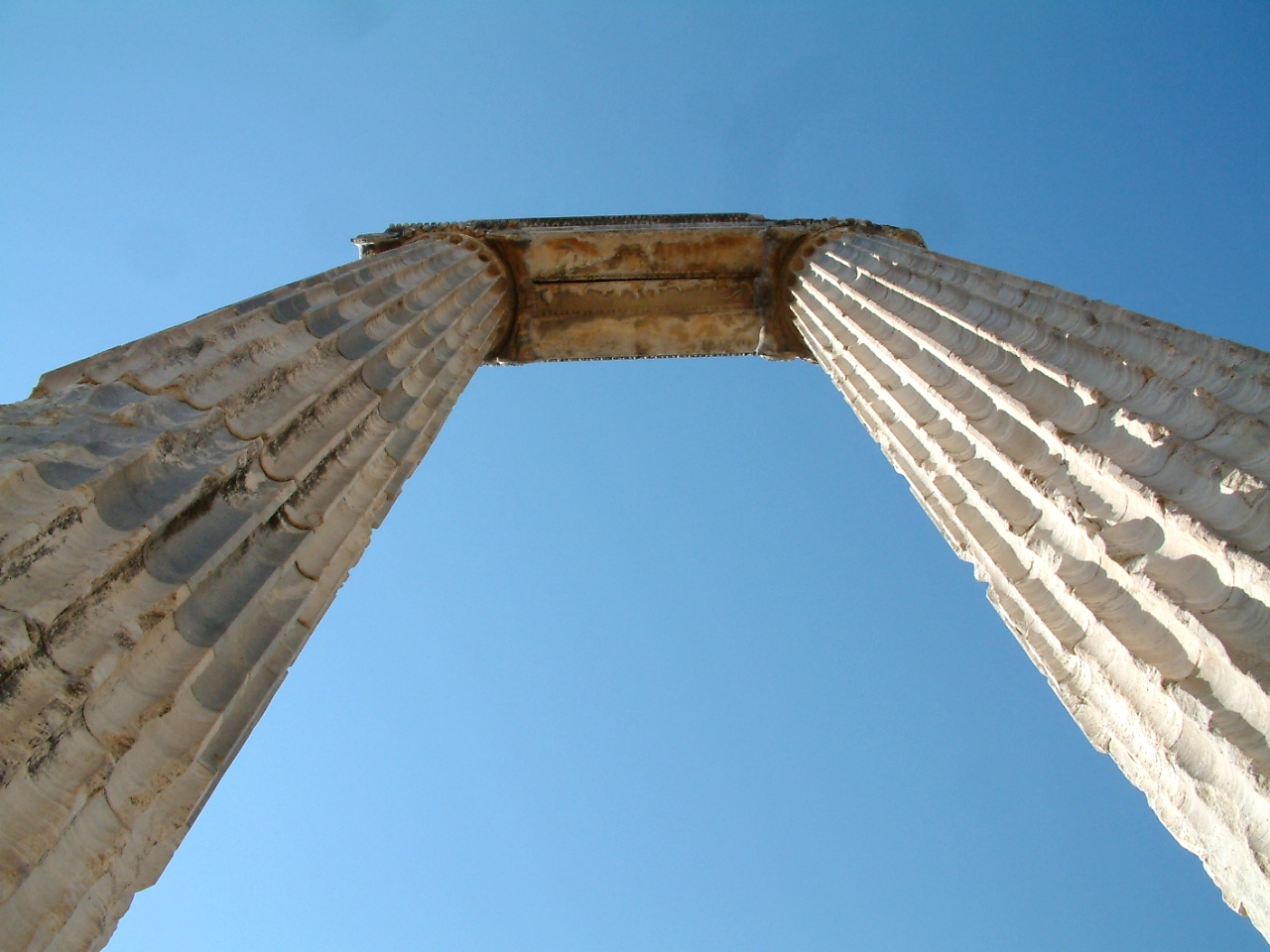
Colonnes ioniques.
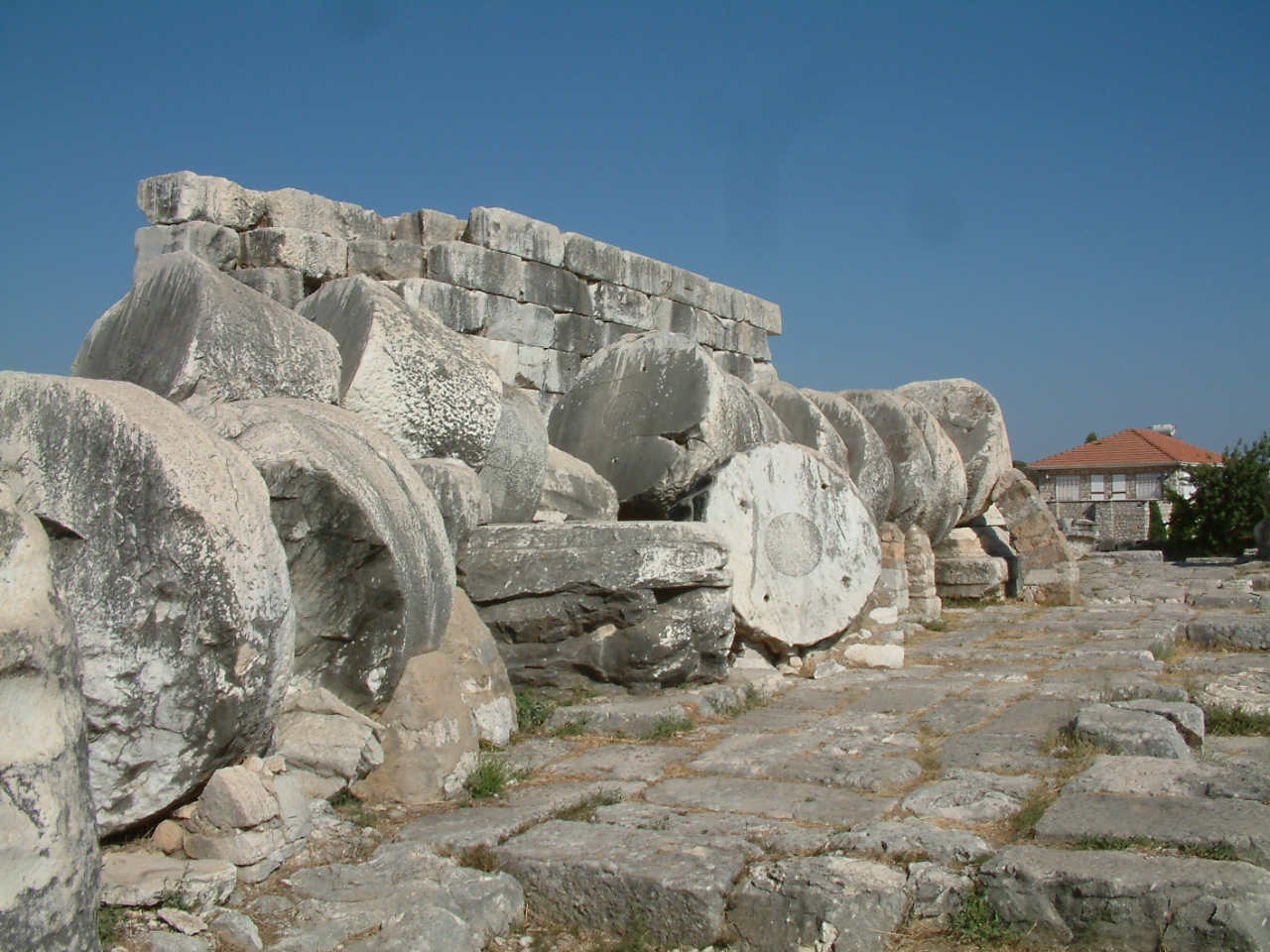
Tambours d'une colonne non cannelée.
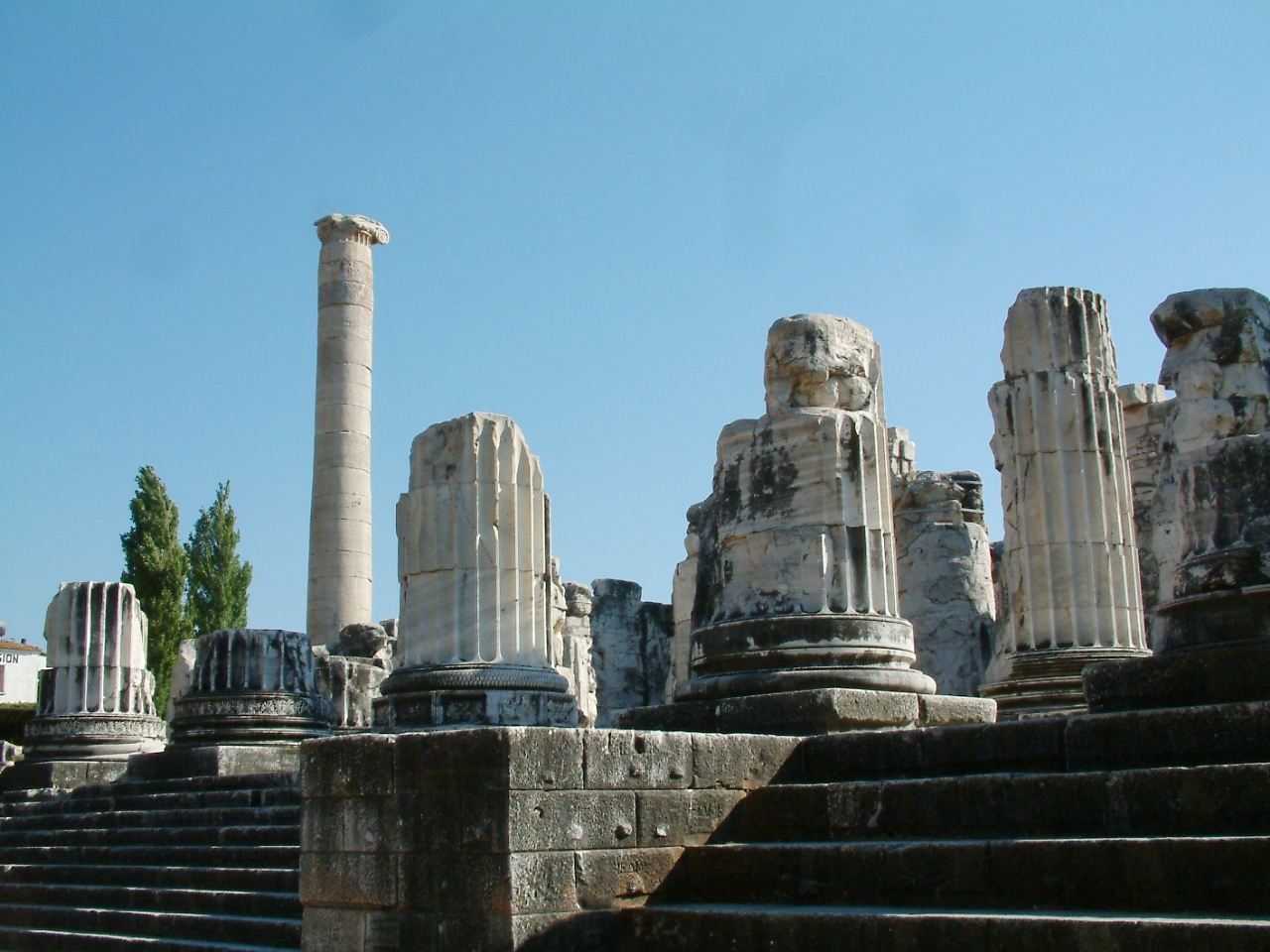
Colonne non cannelée, tenons de bardage non épannelés.

### Intérieur

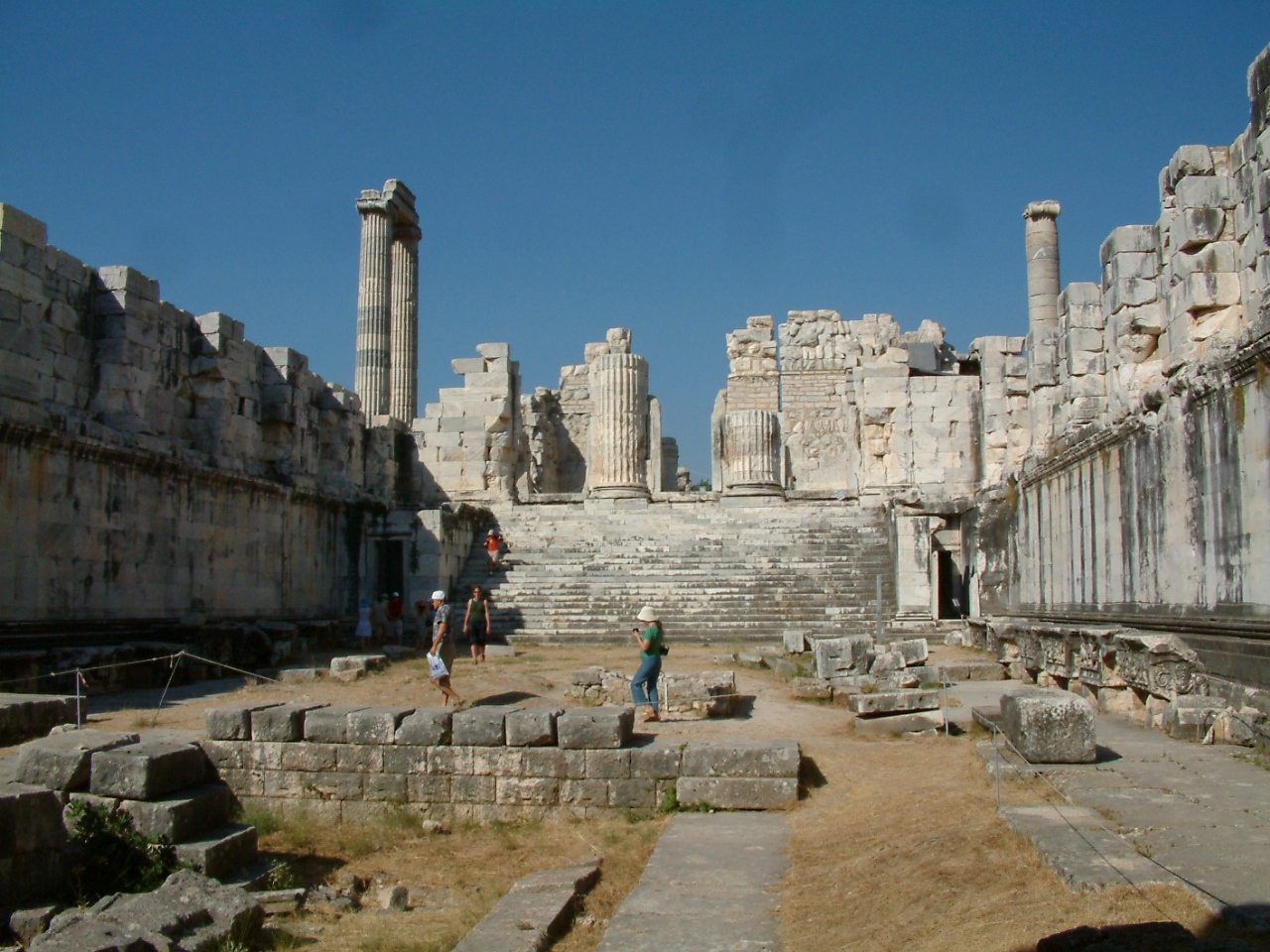
Cour (sékos), adyton.

À l'intérieur du temple se trouve une cour, désignée par des inscriptions comme l'adyton. Dans la partie ouest de la cour se trouvent les fondations d'un bâtiment de 14,23 m × 8,24 m, qui servait de protection cultuelle à une source d'eau douce. L'importance de cette source tient à ce que le sanctuaire est situé sur un plateau calcaire pauvre en eau. Sur le côté est de la cour, entre les deux galeries du tunnel, un escalier de 24 marches conduit à un mur à trois portes (trithyron). Ce mur comporte deux pilastres corinthiens et forme à l'intérieur de la cour une façade architecturale. Derrière elle se trouve une salle à deux escaliers opposés, ainsi que le « Grand Portail ». Là encore, les seuils d'une hauteur de 50 centimètres sont assez élevés et ne pouvaient être franchis sans moyens auxiliaires. Les bâtiments d'escaliers sont appelés labyrinthoi. Toute cette construction a été clairement conçue selon des objectifs cultuels. Sur l'utilité et la fonction de ces différents éléments architecturaux, on ne peut émettre que des suppositions.

Décor des bases de colonnes
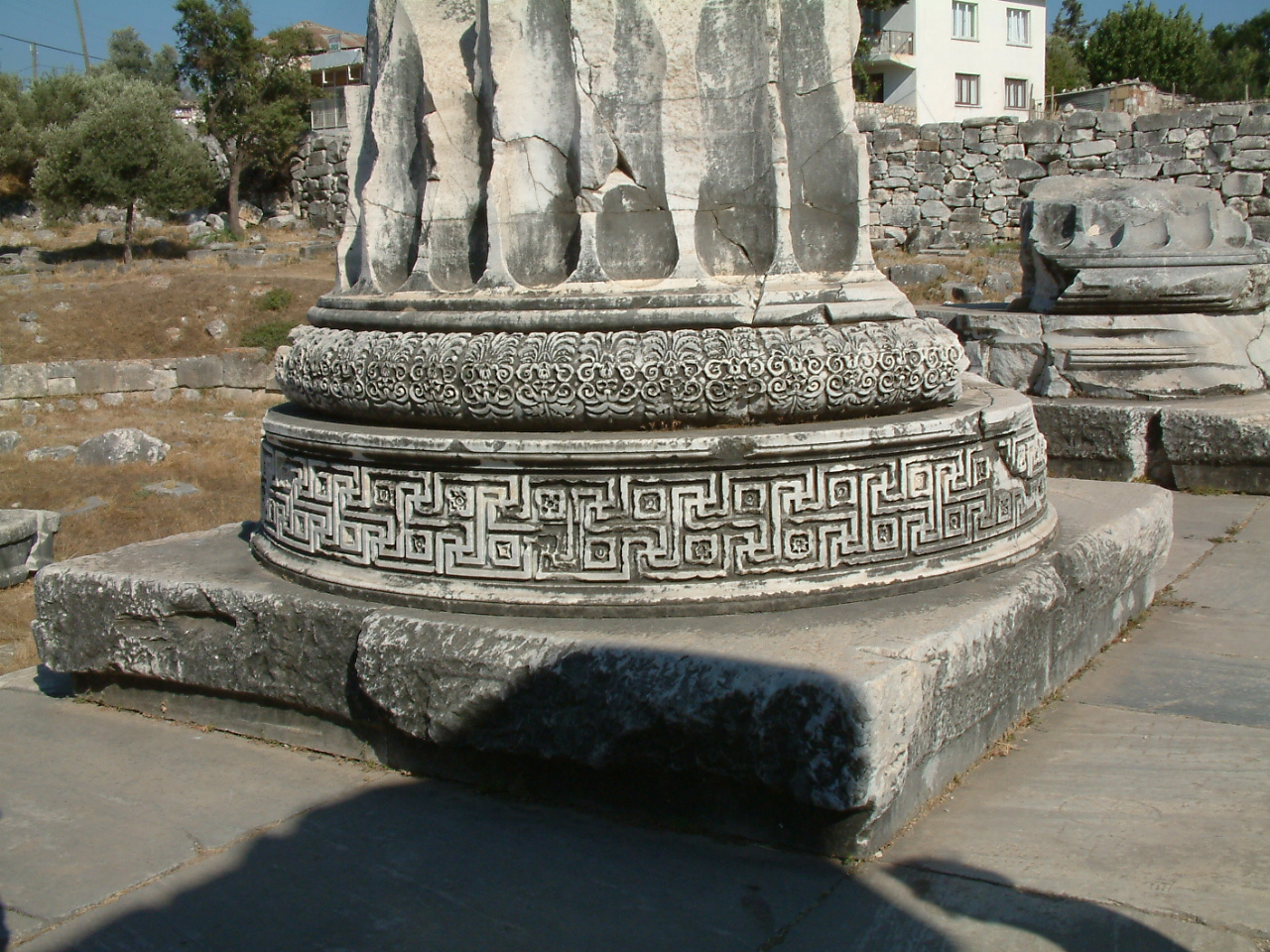
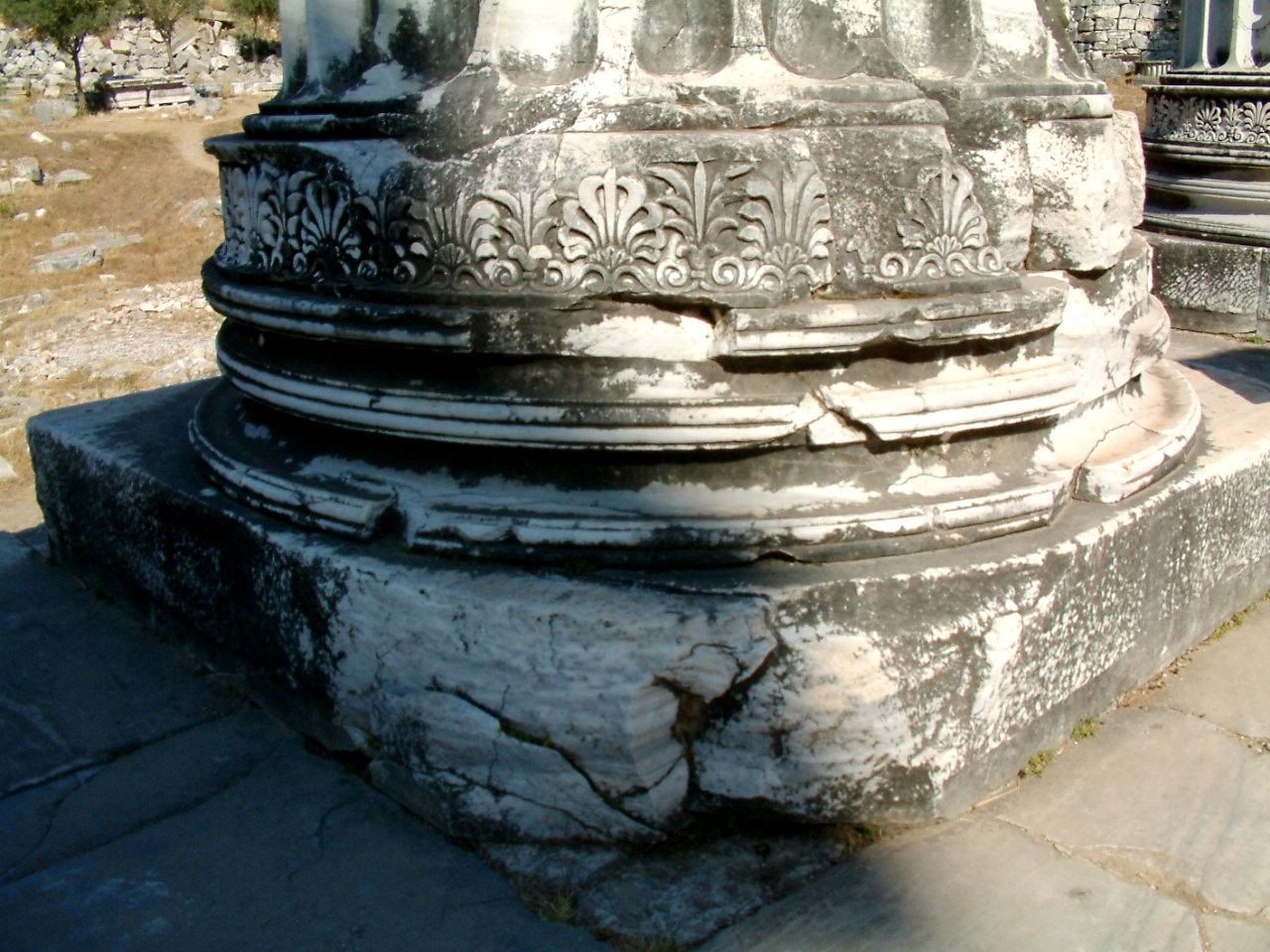
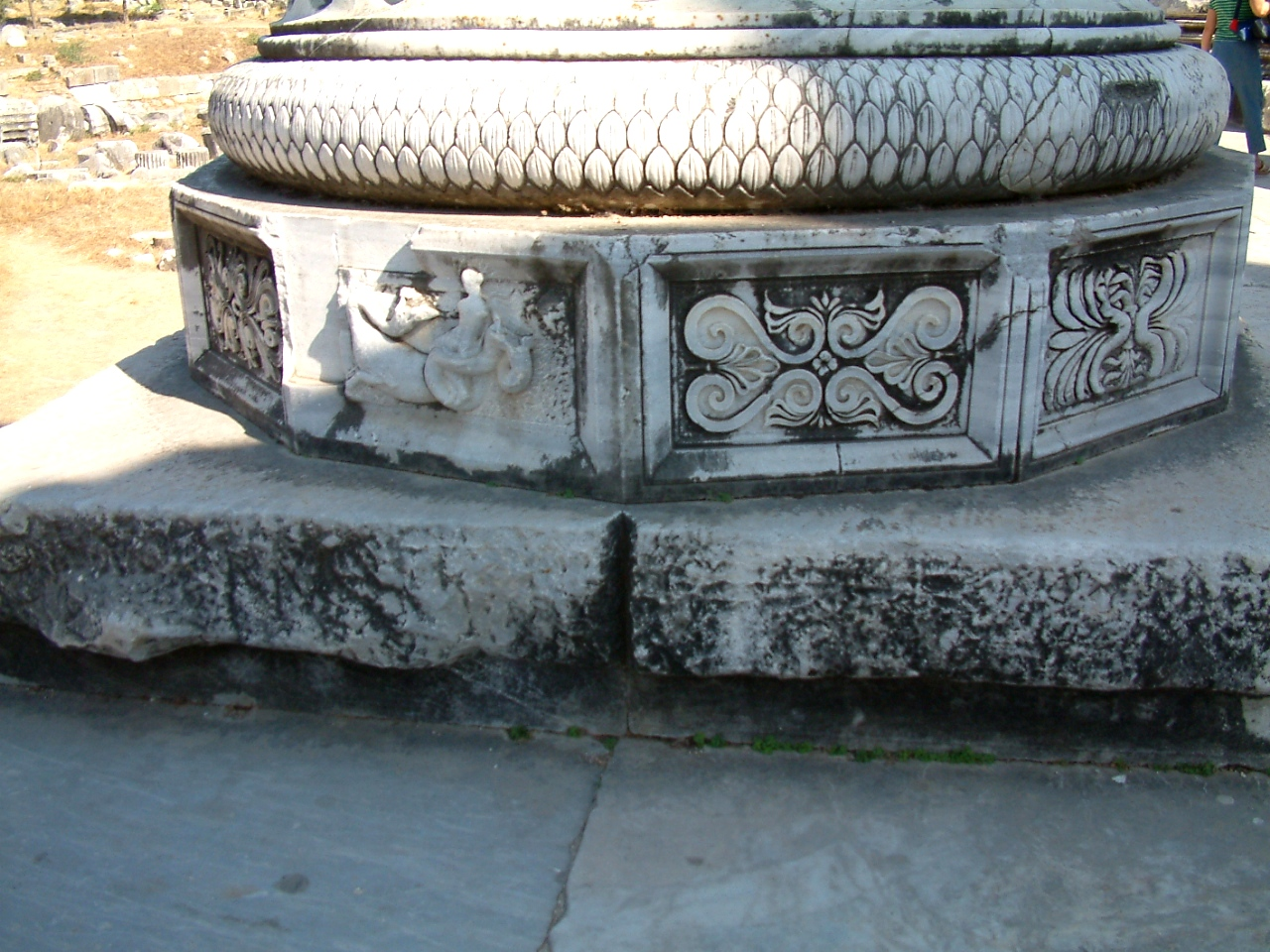

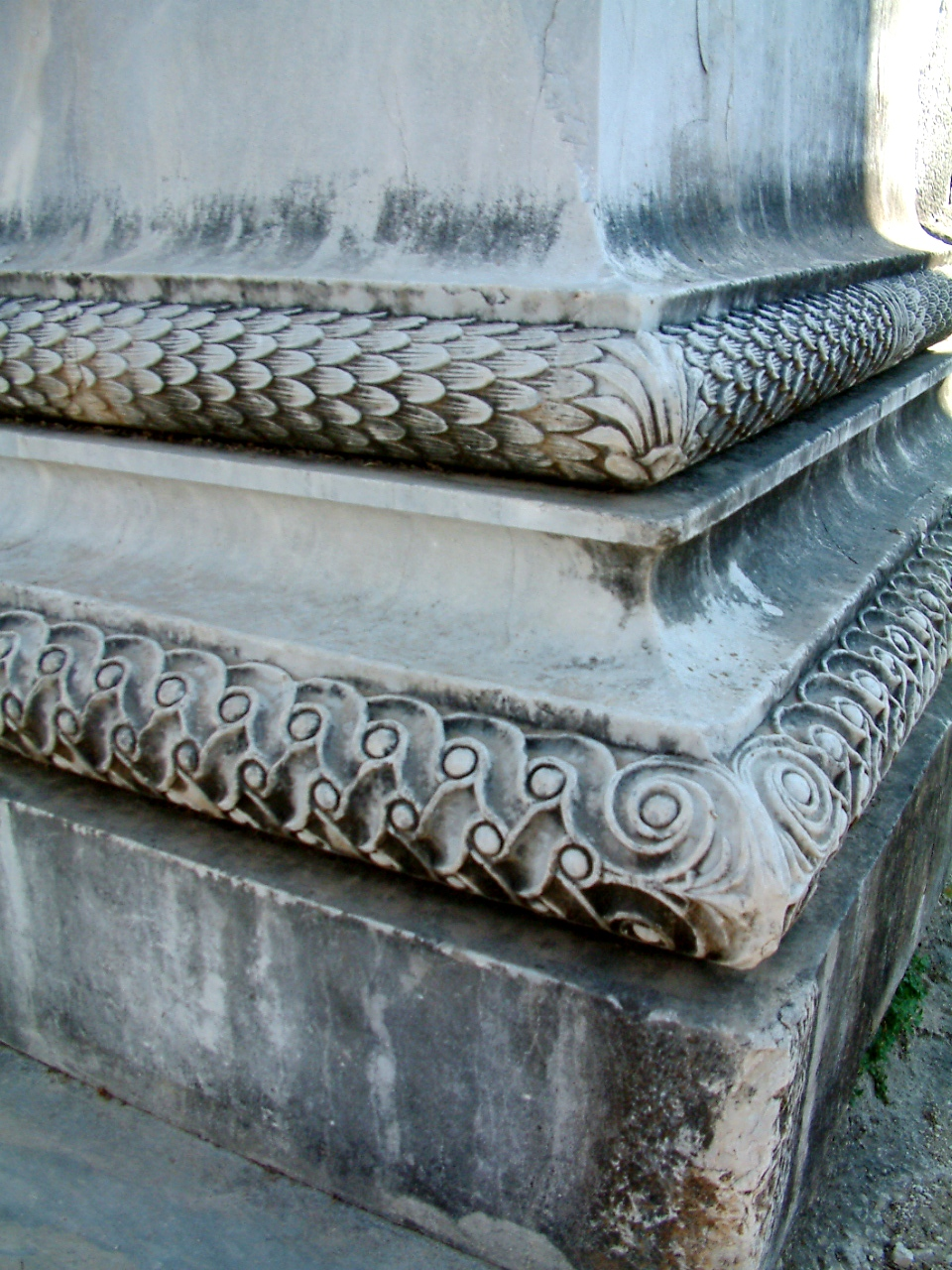
Frises d'un pilier d'angle.

Malgré six siècles de travaux, le temple n'a jamais été achevé. Strabon rapporte que le temple, en raison de sa taille, n'était pas couvert : il s'agit donc d'un sanctuaire hypèthre. De fait, le zones du prodomos et des galeries extérieures n'ont jamais reçu de toiture, et l'on constate que le dernier ravalement des murs n'a jamais été exécuté. Des dessins de chantier ont été découverts en 1979 par L. Haselsberger : il s'agit de toute évidence de plans de mise en place des colonnes, charpentes et autres éléments architecturaux. Des dessins de grandes dimensions apparaissent gravés sur les murs, tracés à la règle et au compas sur des surfaces allant jusqu'à 25 mètres, avec une précision de quelques millimètres.
Didymes faisait partie, avec Delphes, Dodone et Claros, des sanctuaires grecs les plus importants qui prononçaient des oracles. Le déroulement exact des prophéties n'est pas connu. Ce qui est sûr, c'est que, dans leur forme finale, elles étaient formulées en vers par des prêtres. 
Le sanctuaire a été florissant jusqu'au Ier - IIe siècle.

## Temple d'Artémis

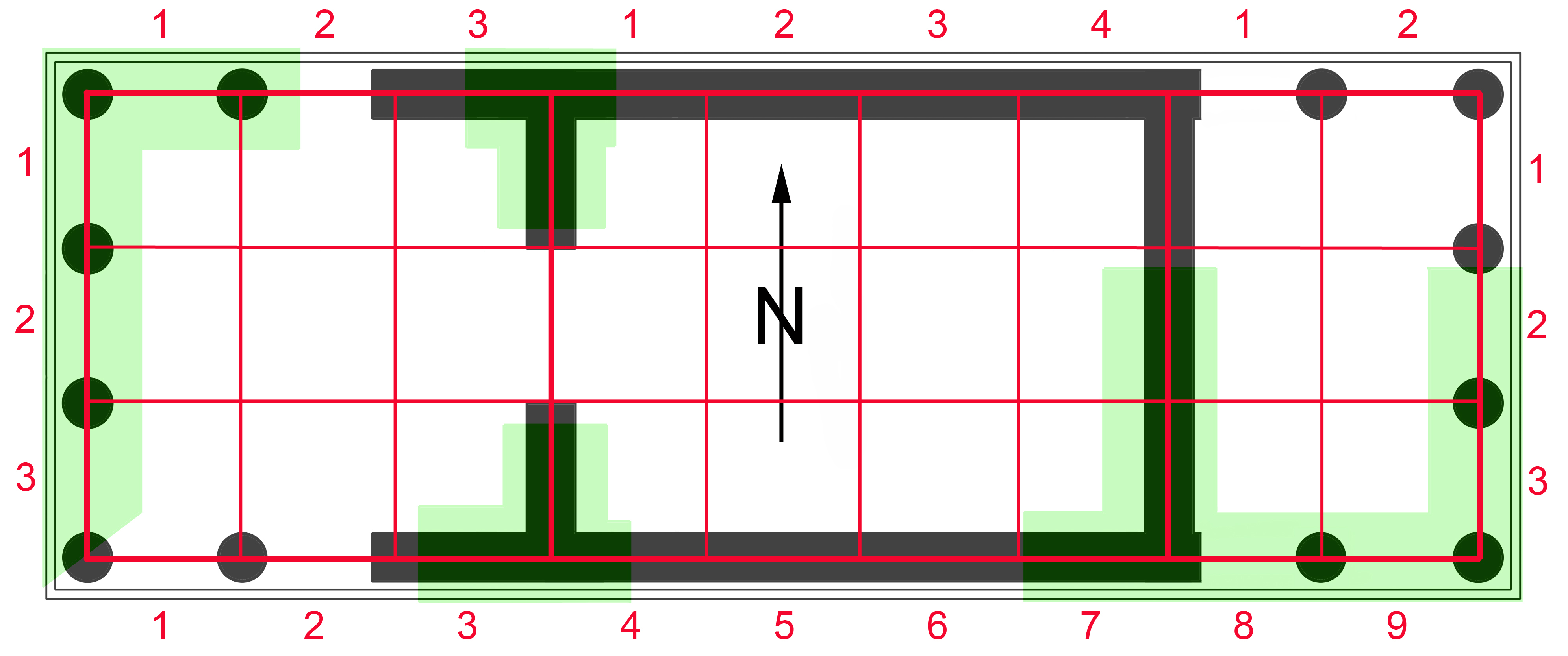
Dessin de reconstitution du plan du temple hellénistique d'Artémis : amphiprostyle tétrastyle, la façade tournée vers l'ouest : les fondations conservées (vert clair) ; les emplacements possibles des marches, des murs et des colonnes (noir) ; la grille du plan d'étage avec les proportions des pièces individuelles et l'ensemble du plan d'étage (rouge).

Les fondations du temple d'Artémis ont été découvertes en 2013 immédiatement au nord de la mosquée actuelle. Au cours des deux années suivantes, les dimensions de ces fondations ont été établies à 11,50 × 31,70 m. De plan rectangulaire, cet ensemble présente deux divisions transversales, montrant que le temple d'Artémis comportait trois salles consécutives. Contrairement au temple d'Apollon, le temple d'Artémis est orienté exactement est-ouest, selon l'habitude dans la plupart des temples grecs. Aucune maçonnerie montante n’a été révélée lors des travaux d’excavation. Après étude, les fondations ont été remblayées, de sorte que rien n'est resté visible.
Dès 1994, des fouilles au sud de la mosquée avaient révélé des éléments du temple d'Artémis : il s'agissait d'un temple ionique, sur le modèle du naïskos hellénistique du temple d'Apollon. En effet, certaines zones du temple d'Artémis correspondent exactement au naïskos d'Apollon, à quelques détails près. Il y a deux raisons à ces divergences : d'abord, le temple d'Artémis est plus grand que le naïskos d'Apollon. Ensuite, le naïskos d'Apollon a été bâti vers 300 av. J.-C., et le temple d'Artémis seulement au IIe siècle av. J.-C.
Les quelques éléments survivants du temple d'Artémis ne permettent pas à eux seuls de reconstituer sa forme. Mais étonnamment, le schéma de sa façade a survécu sous la forme d'un dessin à l'échelle 1:1, gravé sur le mur de base ouest de la cour intérieure du temple d'Apollon. Ce dessin, qui n'avait pu être correctement interprété pendant de nombreuses années, a été reconnu en 2012 par Ulf Weber comme représentant des éléments du temple présumé d'Artémis nouvellement découvert, qui correspondait exactement à ce dessin. Depuis lors sont connues la largeur du temple d'Artémis (10,71 m) et l'entraxe de ses quatre colonnes frontales (chacune 3,31 m).

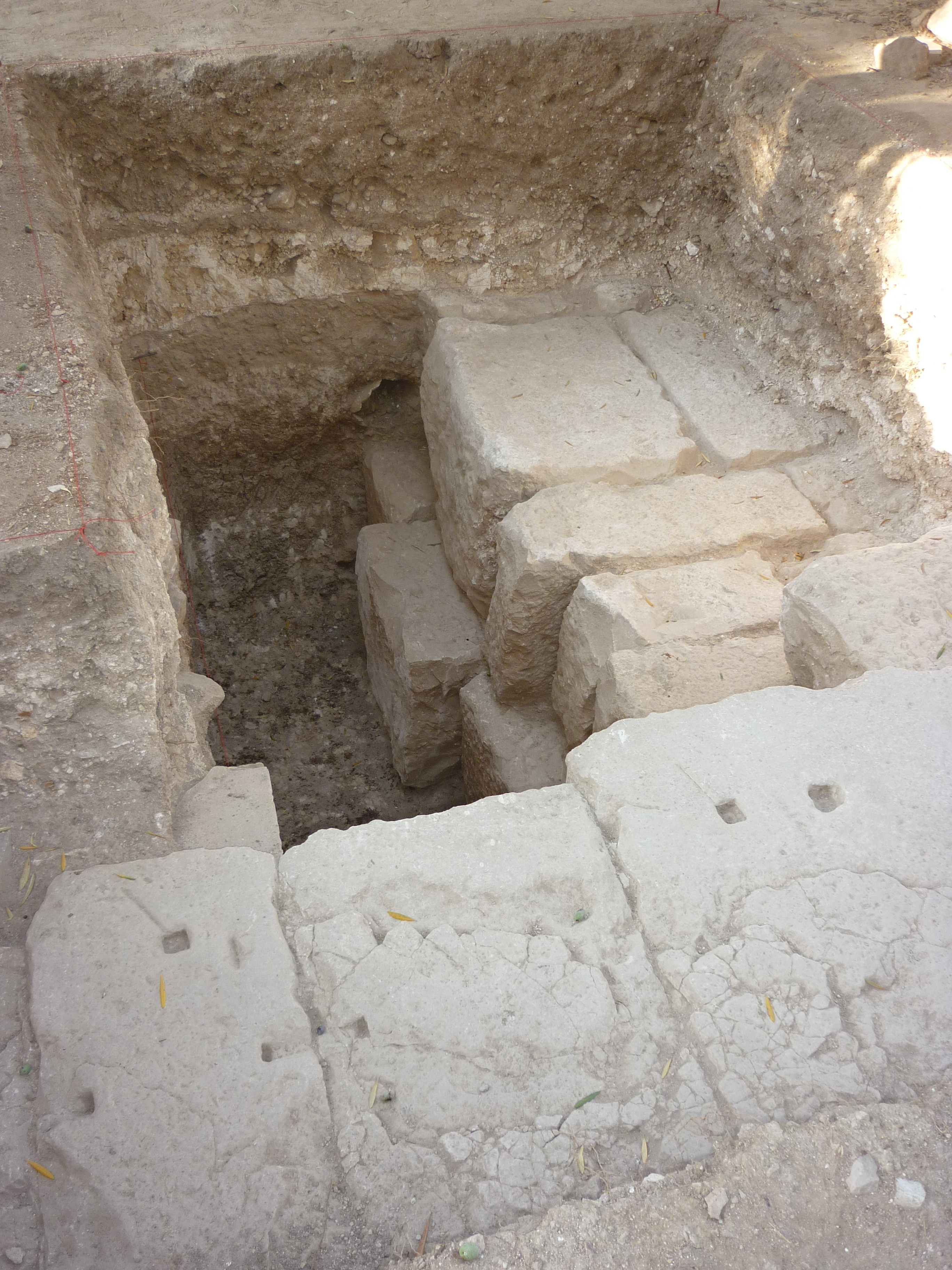
Fondations du temple d'Artémis, depuis le sud.

C’est alors que commença la recherche des fondations du temple, qui furent finalement découvertes en 2013. Lors des fouilles de ces fondations, au nord de la mosquée, il s'est avéré que l'entraxe des bandes de fondation était toujours un multiple de l'entraxe des colonnes figurant sur le dessin ci-dessus mentionné. Il est apparu plus tard que les fondations du temple étaient de même largeur que la façade du temple figuré sur le dessin du temple d'Apollon. De plus, les fondations apparaissent exactement trois fois plus longues que larges, établissant que le temple d'Artémis avait une proportion de plan de 1:3. Le lien entre le dessin du mur arrière du temple d’Apollon et les fondations du temple près de la mosquée était ainsi définitivement prouvé.
La question de savoir si l'entrée du temple d'Artémis était orientée à l'est ou à l'ouest n'a pas encore été élucidée : la découverte des fondations au nord de la mosquée n’a fourni aucune information à ce sujet. Cependant, les fouilles du côté est n'ont révélé aucun vestige d'autel et aucune fouille n'a encore été réalisée du côté ouest. La découverte de l'autel d'Artémis ou de ses fondations résoudrait ce problème, car l'autel était généralement situé devant un temple grec. Cependant, l'orientation occidentale du temple d'Artémis est également probable parce que son plan d'étage le suggère et parce que les deux célèbres temples d'Artémis à Éphèse et à Magnésie du Méandre étaient également orientés vers l'ouest.
À ce jour, aucune inscription n’a été retrouvée prouvant que le temple était dédié à Artémis. Néanmoins, cela est certain, car le temple d'Artémis a été conçu sur la base du naïskos d'Apollon. Comme on le sait, Apollon et Artémis étaient jumeaux. On ne peut donc guère supposer que le naïskos d'Apollon ait servi de base à la planification du temple d'une divinité autre que sa sœur Artémis. De plus, un tel processus de conception est unique dans l’histoire de l’architecture grecque.
De nombreux dieux étaient vénérés à Didymes, mais seuls les noms d'Apollon et d'Artémis sont mentionnés par l'épigraphie. La statue de culte d'Artémis étant mentionnée dans une inscription du début du IIIe siècle av. J.-C., elle devait exister avant la construction de son nouveau temple au IIe siècle av. J.-C. Il est donc également probable qu'Artémis possédait déjà un temple à l'époque archaïque. Ceci est également suggéré par de nombreuses découvertes de cette période, notamment des inscriptions dédicatoires à Artémis.
Dans l'ensemble, les connaissances sur le temple d’Artémis à Didymes sont encore assez pauvres. Mais on peut considérer comme certain que le temple, dont les fondations mesurent 11,50 × 31,70 m de long, a été construit au IIe siècle av. J.-C. En témoigne la datation de son ornementation architecturale, caractéristique d'un temple amphiprostyle ionique.

## Théâtre

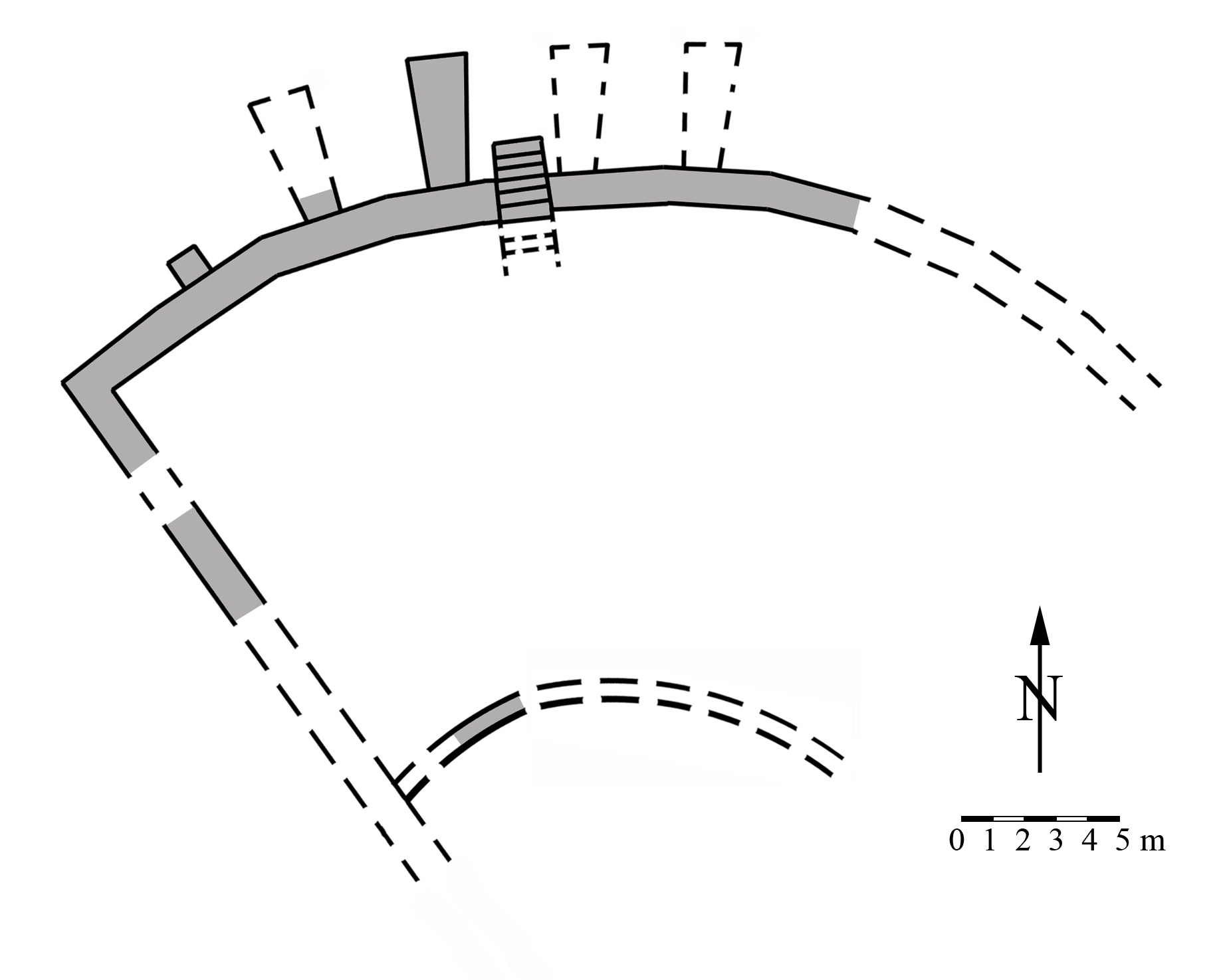
Théâtre : moitié nord de la cavea avec les murs excavés et les gradins (gris).

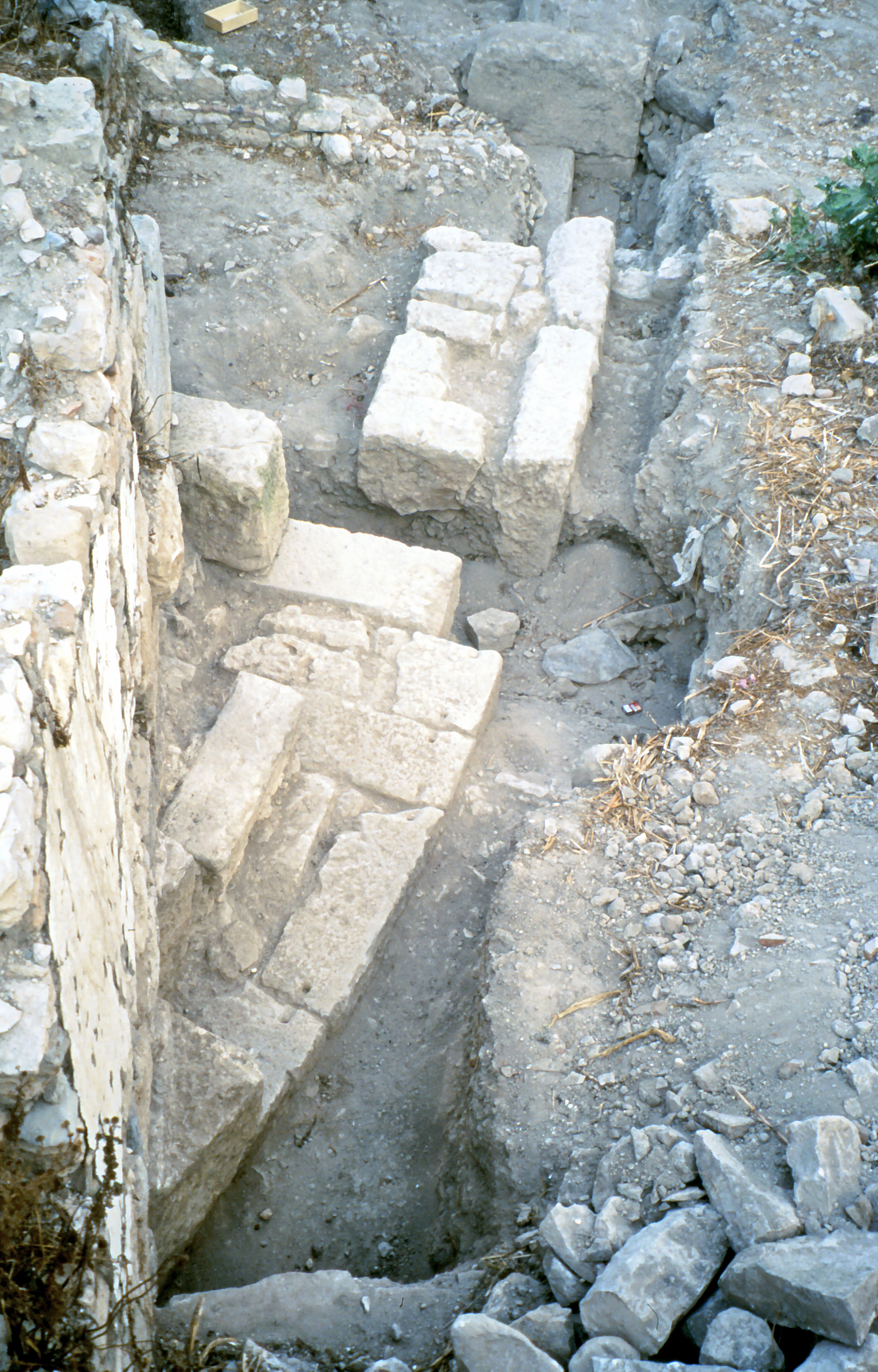
Vue depuis l'est, vers le mur nord de la cavea.

Les restes d'un théâtre ont été retrouvés lors de fouilles en 2010 et 2011. Les murs, les escaliers et les marches de la cavea semi-circulaire ont été mis au jour, témoignant de deux phases de construction. La première remonte à la fin du Ier siècle apr. J.-C., comme le montrent une pièce de monnaie de l'empereur romain Néron et de nombreux tessons de céramique de la même période. À cette époque, le théâtre avait un diamètre d'environ 52 m et pouvait accueillir 3 000 spectateurs. Puis, dans la première moitié du IIe siècle après J.-C., la cavea fut agrandie et un autre étage fut ajouté, lui donnant un diamètre d'environ 61 m et permettant d'accueillir 4 000 spectateurs.
Parallèlement, le bâtiment de scène du théâtre (skènè) a été rénové. Ceci est attesté par l'inscription dédicatoire sur son entablement, où il est dit que la skènè était dédiée aux dieux Apollon, Artémis, Léto et Zeus, ainsi qu'à l'empereur Hadrien et au peuple de Milet. Le bâtiment de la scène a probablement été construit à l'occasion de la visite de l'empereur Hadrien à Milet et Didymes en 129 après J.-C. Les fondations n’ont pas encore été retrouvées. De nombreuses inscriptions impériales font l'éloge des vainqueurs de concours musicaux organisés à Didymes en l'honneur d'Apollon. Ils ont certainement eu lieu dans ce théâtre, découvert inopinément en 2010. Cependant, il se peut qu'il y ait déjà eu un bâtiment hellénistique antérieur, car une inscription du début du IIIe siècle av. J.-C. rapporte qu'Antiochos Ier occupait une place d'honneur dans les concours de chorale organisés à Didymes.

## Stade

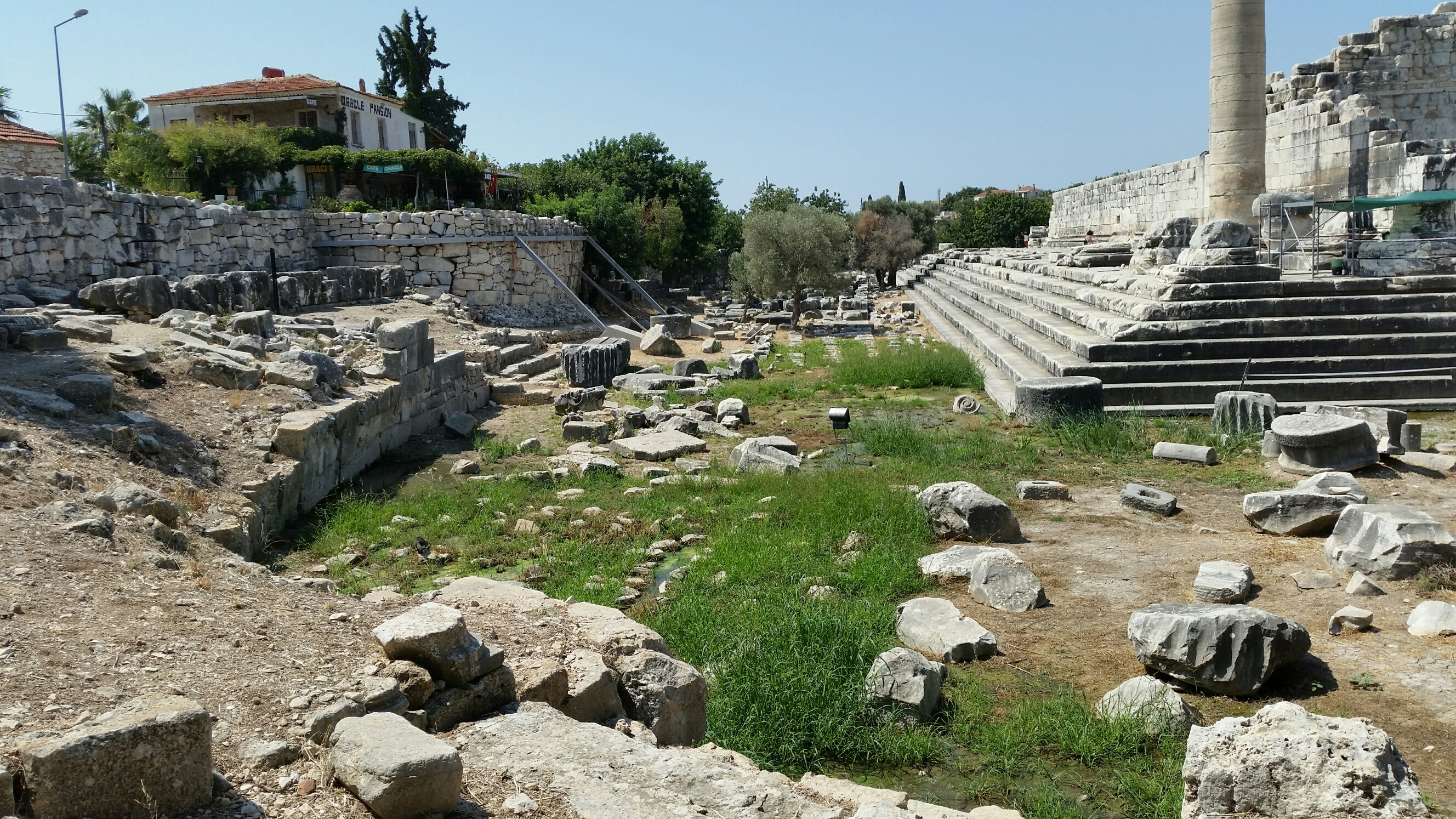
Emplacement du stade, côté sud-est du temple.

Au sud-est du temple se trouve un stade où l'on organisait des compétitions, depuis environ 200 av. J.-C. Les marches ouest du stylobate, où sont inscrits les noms de quelque deux cents spectateurs, servaient alors de gradins pour le stade, dont la ligne de départ est conservée. Au cours du festival des Didymeia, tous les quatre ans, se déroulaient des épreuves athlétiques et des concours oratoires, dramatiques et musicaux.